# 伊弗雷姆·朗沃斯
伊弗雷姆·朗沃斯（Ephraim Longworth，1887年10月2日 - 1968年），乃20世纪初英国老牌球會利物浦足球俱乐部傳奇球员。
出生於英國保頓市，球員時代一直都是效力利物浦，司職後衛，效力期間贏過兩屆英格蘭頂級聯賽冠軍。他也入選過英格蘭國家隊出賽，由於當時未有世界杯和歐洲國家杯等大型比賽，他僅出場過5場國際賽。
退役後一直在利物浦擔任管理工作，至1968年去世。

## 职业生涯
- 利物浦足球俱乐部（1910年－1928年）：出场371次，2次英格兰足球联赛冠军（顶级赛事）
- 英格兰国家足球队（1920年－1923年）：出场5次（第一次担任国家队队长的利物浦球员）